# Li Ju
Li Ju (chinesisch 李菊, Pinyin Lǐ Jú) (* 22. Januar 1976 in Nantong) ist eine ehemalige chinesische Tischtennisspielerin. Sie gewann bei Weltmeisterschaften mehrere Titel, im Doppel wurde sie Olympiasiegerin.

## Werdegang
Li Ju spielt rechtshändig mit der Shakehand-Schlägerhaltung. Mit sieben Jahren begann sie mit dem Tischtennissport.
Li Jus größte internationale Erfolge fallen in die Zeit von 1995 bis 2004. Sie wurde achtmal für Weltmeisterschaften nominiert. Dabei erreichte sie mit ihrer Partnerin Wang Nan 1997 im Doppel das Endspiel, 1999 und 2001 wurden sie Weltmeister. Mit der chinesischen Mannschaft gewann sie viermal Gold, nämlich 1997, 2000, 2001 und 2004.
Bei der ITTF-Pro-Tour-Serie erreichte sie von 1996 bis 2000 jedes Mal die Grand Finals. Dabei wurde sie 1996 und 1999 im Einzel Zweite, 1997 gewann sie den Einzelwettbewerb. Mit Wang Nan siegte sie im Doppel von 1997 bis 1999 dreimal in Folge. Im Jahr 2000 qualifizierte sie sich für die Olympischen Sommerspiele. Hier holte sie Silber in Einzel und die Goldmedaille im Doppel mit Wang Nan.
1998/99 wurde Li Ju vom deutschen Bundesligaverein TTC Langweid verpflichtet. Sie wurde jedoch nur in drei wichtigen Mannschaftskämpfen eingesetzt, nämlich in einem Halbfinale und in den beiden Endspielen. Dabei erzielte sie in den Einzeln eine Bilanz von 3:3.
In der ITTF-Weltrangliste wurde Li Ju 2001 auf Platz zwei geführt.
Aus Gesundheitsgründen beendete Li Ju 2005 ihre Laufbahn. Zu diesem Zeitpunkt belegte sie Platz 15 in der Weltrangliste.

## Turnierergebnisse
| Verband | Veranstaltung           | Jahr | Ort             | Land | Einzel        | Doppel        | Mixed         | Team |
| ------- | ----------------------- | ---- | --------------- | ---- | ------------- | ------------- | ------------- | ---- |
| CHN     | Asienmeisterschaft ATTU | 1998 | Osaka           | JPN  | Gold          | Viertelfinale | Viertelfinale | 1    |
| CHN     | Asienmeisterschaft ATTU | 1996 | Kallang         | SIN  | Viertelfinale | Gold          | Viertelfinale | 1    |
| CHN     | Asienmeisterschaft ATTU | 1996 | Kallang         | SIN  | Viertelfinale | Gold          | Viertelfinale | 1    |
| CHN     | Asian Cup               | 1996 | New Delhi       | IND  | 2             |               |               |      |
| CHN     | Asienspiele             | 1998 | Bangkok         | THA  | Silber        | Gold          |               | 1    |
| CHN     | ASIA-TOP12              | 1999 | Kish Island     | IRI  | 2             |               |               |      |
| CHN     | Olympische Spiele       | 2000 | Sydney          | AUS  | Silber        | Gold          |               |      |
| CHN     | Pro Tour                | 2004 | Athen           | GRE  | Halbfinale    | Silber        |               |      |
| CHN     | Pro Tour                | 2003 | Johor Bahru     | MAS  | letzte 16     | Viertelfinale |               |      |
| CHN     | Pro Tour                | 2003 | Guangzhou       | CHN  | Viertelfinale | Gold          |               |      |
| CHN     | Pro Tour                | 2001 | Seoul           | KOR  | letzte 16     | Silber        |               |      |
| CHN     | Pro Tour                | 2001 | Hainan          | CHN  | Halbfinale    | Halbfinale    |               |      |
| CHN     | Pro Tour                | 2000 | Rio de Janeiro  | BRA  | Halbfinale    | Silber        |               |      |
| CHN     | Pro Tour                | 2000 | Fort Lauderdale | USA  | Halbfinale    | Viertelfinale |               |      |
| CHN     | Pro Tour                | 2000 | Kobe City       | JPN  | Silber        | Halbfinale    |               |      |
| CHN     | Pro Tour                | 2000 | Chang Chun City | CHN  | Gold          | Silber        |               |      |
| CHN     | Pro Tour                | 1999 | Linz/Wels       | AUT  | Silber        | Gold          |               |      |
| CHN     | Pro Tour                | 1999 | Bremen          | GER  | Silber        | Halbfinale    |               |      |
| CHN     | Pro Tour                | 1999 | Kobe City       | JPN  | letzte 32     | Silber        |               |      |
| CHN     | Pro Tour                | 1999 | Guilin          | CHN  | Gold          | Silber        |               |      |
| CHN     | Pro Tour                | 1998 | Wakayama        | JPN  | Gold          | Gold          |               |      |
| CHN     | Pro Tour                | 1998 | Doha            | QAT  | Gold          | Gold          |               |      |
| CHN     | Pro Tour                | 1997 | Beirut          | LIB  | Scratched     | Gold          |               |      |
| CHN     | Pro Tour                | 1997 | Zhuhai          | CHN  | Gold          | Halbfinale    |               |      |
| CHN     | Pro Tour                | 1997 | Ipoh            | MAS  | Halbfinale    | Halbfinale    |               |      |
| CHN     | Pro Tour                | 1997 | Melbourne       | AUS  | Silber        | Silber        |               |      |
| CHN     | Pro Tour                | 1996 | Belgrad         | YUG  | Gold          | Gold          |               |      |
| CHN     | Pro Tour                | 1996 | Bolzano         | ITA  | Gold          | Halbfinale    |               |      |
| CHN     | Pro Tour                | 1996 | Kitaku-Shu      | JPN  |               | Viertelfinale |               |      |
| CHN     | Pro Tour                | 1996 | Kettering       | ENG  | Viertelfinale | Silber        |               |      |
| CHN     | Pro Tour Grand Finals   | 2000 | Kobe City       | JPN  | Viertelfinale | Halbfinale    |               |      |
| CHN     | Pro Tour Grand Finals   | 1999 | Sydney          | AUS  | Silber        | Gold          |               |      |
| CHN     | Pro Tour Grand Finals   | 1998 | Paris           | FRA  | Halbfinale    | Gold          |               |      |
| CHN     | Pro Tour Grand Finals   | 1997 | Hong Kong       | HKG  | Gold          | Gold          |               |      |
| CHN     | Pro Tour Grand Finals   | 1996 | Tian Jin        | CHN  | Silber        | Viertelfinale |               |      |
| CHN     | Weltmeisterschaft       | 2004 | Doha            | QAT  |               |               |               | 1    |
| CHN     | Weltmeisterschaft       | 2003 | Paris           | FRA  | Halbfinale    | Halbfinale    |               |      |
| CHN     | Weltmeisterschaft       | 2001 | Osaka           | JPN  | letzte 32     | Gold          | Viertelfinale | 1    |
| CHN     | Weltmeisterschaft       | 2000 | Kuala Lumpur    | MAS  |               |               |               | 1    |
| CHN     | Weltmeisterschaft       | 1999 | Eindhoven       | NED  | Viertelfinale | Gold          | letzte 16     |      |
| CHN     | Weltmeisterschaft       | 1997 | Manchester      | ENG  | Halbfinale    | Silber        | letzte 16     | 1    |
| CHN     | Weltmeisterschaft       | 1995 | Tianjin         | CHN  | letzte 32     | keine Teiln.  | keine Teiln.  |      |
| CHN     | Weltmeisterschaft       | 1993 | Göteborg        | SWE  | letzte 128    | letzte 32     | keine Teiln.  |      |
| CHN     | World Cup               | 2001 | Wuhu            | CHN  | 5.–8. Platz   |               |               |      |
| CHN     | World Cup               | 2000 | Phnom Penh      | CAM  | Gold          |               |               |      |
| CHN     | World Cup               | 1998 | Taipeh          | TPE  | Silber        |               |               |      |
| CHN     | World Cup               | 1997 | Shanghai        | CHN  | Silber        |               |               |      |